# Nassokin
Nassokin var en svensk, finländsk och livländsk adelsätt av ryskt ursprung och en av de så kallade bajorsläkterna. Det är en av de få bajorsläkter som trädde i bestående svensk tjänst redan under Nordiska tjugofemårskriget. På grund av namnlikheten har den ibland felaktigt identifierats med den aristokratiska ryska ätten Nasjtjokin.
Släkten Nassokin, eller i rysk form Nosákin (Носакин), är äldst känd 1504/5 i Votskaja pjatina i Novgorodområdet. I detta område, senare en del av Ingermanland, var under resten av 1500-talet släktmedlemmar kända som smärre godsägare. Ingen av dessa specifika släktmedlemmar går emellertid att knyta till de Nosakin som skulle träda i svensk tjänst, då dessa inte är kända med fadersnamn.
Ätten skall ha kommit i svensk tjänst omkring 1584, då bröderna Afanasij och Pjotr Leontjevitj Nosakin jämte några andra ryska adelsmän erhöll förläningar på Dagö. De ska senare med sin far Leontij ha erhållit även andra livländska gods av svenska staten. Både Pjotr (Peter) och Afanasijs son Jakob gjorde svensk krigstjänst och erhöll gods i Finland. Ättens adelskap erkändes på ett tidigt stadium men först 1668 introducerades den på Sveriges riddarhus under nr 740 bland adliga ätter. Ätten som förgrenades vitt var i stort sett verksam endast i den finska riksdelen samt i Sveriges baltiska besittningar. Den immatrikulerades på Finlands riddarhus 24 januari 1818 under nr 61 bland adliga ätter. På riddarhuset i Estland upptogs den (1818?) med namnet Nasackin under nr 105, samt på riddarhuset i Livland (1857?) under nr 375.
I Finland utdog den på svärdslinjen 28 juli 1943 samt på spinnsidan 15 oktober 2004. Den kan ännu leva kvar i Estland och Ryssland.